# Cuộc vây hãm Dapur
Cuộc vây hãm Dapur xảy ra như một phần trong chiến dịch của Ramesses II nhằm đàn áp Galilee và chinh phục Syria vào năm 1269 TCN. Ông đã ghi lại chiến dịch của mình trên các bức tường trong đền thờ của mình là Ramesseum ở Thebes. Các bảng chữ khắc nói rằng Dapur là "vùng đất của Hatti". Mặc dù Dapur thường được xác nhận với Tabor ở Canaan, Kenneth Kitchen lập luận rằng việc xác định này là không chính xác và rằng Dapur trong câu hỏi là nằm tại Syria, phía bắc Kadesh.
Từ các bức phù điêu Ai Cập đã cho thấy rằng Dapur là một thành phố được bảo vệ nghiêm ngặt với những bức tường thành cả trong lẫn ngoài, và nằm trên một ngọn đồi đá khá phổ biến với các thành phố Syria và nhiều thành phố khác trong thời đại đồ đồng. Những bức tranh minh họa đương đại của cuộc bao vây cho thấy việc sử dụng thang mây và chiến xa với những người lính leo lên những cái thang lớn được cung thủ yểm trợ. Sáu trong số những người con của Ramesses vẫn còn cầm chốt bên cạnh, cũng xuất hiện trên những cảnh miêu tả của cuộc bao vây. Số đó gồm:
| “ | Đứa con yêu quý của Đức Vua, Khamwese. Đứa con yêu quý của Đức Vua, Montu[...]. Đứa con yêu quý của Đức Vua, Meriamon. Đứa con yêu quý của Đức Vua, Amenemuya. Đứa con yêu quý của Đức Vua, Seti. Đứa con yêu quý của Đức Vua, Setepnere. | ” |